# Saraina
Saraina Wanless & Clark, 1975 è un genere di ragni appartenente alla famiglia Salticidae.

## Caratteristiche
I maschi di questo genere sono lunghi circa 4 millimetri, le femmine raggiungono i 9 millimetri. Le relazioni di questo genere con altri non sono chiare e la peculiare forma dei loro organi genitali al momento rende difficile una classificazione sicura.

## Distribuzione
Le tre specie oggi note di questo genere sono state rinvenute in Africa occidentale e centrale: in particolare due sono endemiche del Congo e la S. rubrofasciata è stata trovata in varie località del Camerun, della Costa d'Avorio e della Nigeria.

## Tassonomia
A giugno 2011, si compone di tre specie:
- Saraina deltshevi Azarkina, 2009 — Congo
- Saraina kindamba Azarkina, 2009 — Congo
- Saraina rubrofasciata Wanless & Clark, 1975[3] — Costa d'Avorio, Camerun, Nigeria